# Campeonato Goiano Segunda Divisão 2016
In 2016 werd het 45ste Campeonato Goiano Segunda Divisão gespeeld voor clubs uit de Braziliaanse staat Goiás. De competitie werd georganiseerd door de FGF en werd gespeeld van 16 juli tot 25 september. Rio Verde werd kampioen.

## Eerste fase

### Groep A
| Plaats | Club            | Wed. | W | G | V | Saldo | Ptn. |
| ------ | --------------- | ---- | - | - | - | ----- | ---- |
| 1.     | Novo Horizonte  | 6    | 3 | 1 | 2 | 12:7  | 10   |
| 2.     | Grêmio Anápolis | 6    | 3 | 1 | 2 | 8:7   | 10   |
| 3.     | América         | 6    | 3 | 1 | 2 | 8:9   | 10   |
| 4.     | Caldas          | 6    | 0 | 3 | 3 | 6:11  | 3    |

|  | Gekwalifeerd voor de tweede fase |
|  | Degradatie                       |

### Groep B
| Plaats | Club         | Wed. | W | G | V | Saldo | Ptn. |
| ------ | ------------ | ---- | - | - | - | ----- | ---- |
| 1.     | Rio Verde    | 8    | 6 | 2 | 0 | 22:4  | 20   |
| 2.     | Iporá        | 8    | 4 | 2 | 2 | 13:9  | 14   |
| 3.     | Goiânia      | 8    | 3 | 2 | 3 | 11:12 | 11   |
| 4.     | ASEEV        | 8    | 2 | 0 | 6 | 6:15  | 6    |
| 5.     | Santa Helena | 8    | 2 | 0 | 6 | 9:21  | 6    |

|  | Gekwalifeerd voor de tweede fase |

## Tweede fase
|  | halve finale    | halve finale | halve finale | halve finale |  |           | finale | finale | finale | finale |
|  |                 |              |              |              |  |           |        |        |        |        |
|  |                 |              |              |              |  |           |        |        |        |        |
|  | Novo Horizonte  | 0            | 1            | 1            |  |           |        |        |        |        |
|  | Iporá           | 1            | 1            | 2            |  |           |        |        |        |        |
|  |                 |              |              |              |  | Iporá     | 0      | 0      | 0      |        |
|  |                 |              |              |              |  | Rio Verde | 0      | 1      | 1      |        |
|  | Rio Verde       | 4            | 1            | 5            |  |           |        |        |        |        |
|  | Grêmio Anápolis | 3            | 0            | 3            |  |           |        |        |        |        |

### Kampioen
| Campeonato Goiano de 2016 - Segunda Divisão |
| Goias                                       |
| ------------------------------------------- |
| RIO VERDE Kampioen (6° titel)               |